# Clark Middleton
Clark Middleton, nome completo Clark Tinsley Middleton (Bristol, 13 aprile 1957 – Los Angeles, 4 ottobre 2020), è stato un attore statunitense.

## Biografia
Nato Clark Tinsley Middleton il 13 aprile 1957 a Bristol, nel Tennessee, è cresciuto a Tucson, in Arizona.
Middleton ha saputo che aveva l'artrite reumatoide giovanile quando aveva quattro anni. Ne ha riassunto gli effetti in un'intervista: "All'inizio mi ha distorto le mani. Poi il cortisone che ho dovuto prendere mi ha ingrassato le guance. A 8 anni ho perso il movimento del collo. A 15 anni l'anca si è spezzata. Dopo un'operazione, dovevo essere con le stampelle e poi, dopo essermi rotto una gamba cadendo sul mio cane, sui bastoni". Rimase ad un'altezza di 163 cm.
Ha sposato Elissa Meyers nel 2006.
Middleton è morto al Cedars-Sinai Medical Center il 4 ottobre 2020, a causa delle complicazioni della febbre del Nilo occidentale. Aveva 63 anni. Lascia la moglie Elissa.

## Carriera
Middleton ha iniziato a recitare in un college della California quando si è iscritto a un corso di recitazione con amici ventenni. Si è poi trasferito a New York City per studiare recitazione. Ha preso lezioni presso lo Studio Herbert Berghof e Geraldine Page è diventata la sua insegnante.
Ha fatto il suo debutto cinematografico nel film TV del 1983 Miss Lonelyhearts. Nel 1997, Middleton ha scritto la commedia personale Miracle Mile sulla sua lotta per tutta la vita con l'artrite reumatoide. L'ha rappresentata a New York City e in altre parti degli Stati Uniti.
Negli anni '90, Middleton ha avuto un ruolo ricorrente in Law & Order - I due volti della giustizia, quello del tecnico forense Ellis. Ha anche interpretato il personaggio ricorrente Edward Markham, un commerciante di libri rari, nella serie di fantascienza Fringe. Middleton è apparso come membro del cast in The Blacklist, dove interpretava Glen Carter, un lavoratore della motorizzazione (direttore regionale). Questo è probabilmente il suo ruolo più noto. Nel 2017, è stato lanciato come Charlie, nella serie Twin Peaks, il sequel della serie televisiva I segreti di Twin Peaks.
La sua ultima esibizione, tramite Zoom, è stata nel luglio 2020. Ha interpretato uno stanco impiegato notturno di un hotel di Times Square nell'opera in un atto di Eugene O'Neill "Hughie". Ha recitato dalla sua camera da letto.
Dopo la sua morte, il personaggio di The Blacklist, Glen, morirà anch'esso di virus del Nilo occidentale nella stagione 8, episodio "L'Agenzia Wellstone". L'episodio era dedicato a Middleton: vi si vedeva Huey Lewis interpretare se stesso come parte del memoriale del personaggio.

## Filmografia parziale

### Cinema
- Bail Jumper (1990)
- The Contenders (1993)
- The Opponent, regia di Eugene Jarecki (2000)
- Little Pieces (2000)
- Quando l'amore è magia - Serendipity (Serendipity), regia di Peter Chelsom (2001)
- Kill Bill: Volume 2, regia di Quentin Tarantino (2004)
- Sin City, regia di Robert Rodriguez, Frank Miller e Quentin Tarantino (2005)
- Live Free or Die, regia di Gregg Kavet e Andy Robin (2006)
- The Convention - cortometraggio (2006)
- The Warrior Class, regia di Alan Hruska (2007)
- Day Zero, regia di Bryan Gunnar Cole (2007)
- Noise, regia di Henry Bean (2007)
- The Attic, regia di Mary Lambert (2007)
- Last Call (2008)
- Motel Woodstock (Taking Woodstock), regia di Ang Lee (2009)
- The Good Heart - Carissimi nemici (The Good Heart), regia di Dagur Kári (2009)
- As Good as Dead, regia di Jonathan Mossek (2010)
- Hide Your Smiling Faces, regia di Daniel Patrick Carbone (2013)
- Aftermath, regia di Thomas Farone (2013)
- Snowpiercer, regia di Bong Joon-ho (2013)
- Birdman, regia di Alejandro González Iñárritu (2014)
- Trivia Night (2016)
- Gutterbee (2019)

### Televisione
- American Playhouse - serie TV (1983)
- Law & Order - I due volti della giustizia (Law & Order) - serie TV (1997–2000)
- $5.15/Hr. - film TV (2004)
- Jonny Zero - serie TV (2005)
- CSI - Scena del crimine (Crime Scene Investigation) - serie TV, 2 episodi (2005–2006)
- Law & Order - Unità vittime speciali (Law & Order: Special Victims Unit) - serie TV (2007)
- Fringe - serie TV, 5 episodi (2009-2012)
- The Blacklist - serie TV (2014–2020)
- Gotham - serie TV (2014)
- South of Hell - serie TV (2015)
- The Path - serie TV, 10 episodi (2016–2017)
- Twin Peaks - serie TV, 4 episodi (2017)
- American Gods - serie TV (2019)
- Agents of S.H.I.E.L.D. - serie TV (2019)

## Doppiatori italiani
Nelle versioni in italiano delle opere in cui ha recitato, Clark Middleton è stato doppiato da:
- Vittorio Stagni in Law & Order - I due volti della giustizia, Fringe (st. 2-5)
- Mino Caprio in The Good Heart - Carissimi nemici, Twin Peaks
- Bruno Conti in Sin City
- Alessandro Ballico in CSI - Scena del crimine (ep. 5x24)
- Enrico Pallini in Fringe (ep. 1x14)
- Carlo Reali in Snowpiercer
- Vladimiro Conti in The Blacklist
- Dario Oppido in The Path
- Ambrogio Colombo in Agents of S.H.I.E.L.D.